# Segunda Usina
Segunda Usina es una localidad situada en el departamento Calamuchita, provincia de Córdoba, Argentina.
La localidad dista de la Ciudad de Córdoba 127 km, por la  RP 5 , y a 7 km de la ciudad de Embalse por la ruta RP S-375.
Se encuentra situada a pocos kilómetros del embalse homónimo y contigua a la central hidroeléctrica Cassaffousth.
La localidad surgió a mediados del siglo XX, como un campamento de obreros destinados a la construcción de la presa del embalse Ministro Pistarini. Cuando las obras finalizaron muchos obreros volvieron a sus ciudades natales, reduciéndose la cantidad de habitantes, pero algunos se asentaron en el lugar dando origen a la comuna. Muchos se fueron a vivir a Embalse, distante de solo 6 km, que ya disponía de algunas comodidades que no había en el lugar: Escuela, hospital, policía, transportes, etc.
La actividad económica más importante es el turismo, se destacan entre las actividades turísticas el buceo y la pesca de pejerrey.

## Geografía

### Población
Cuenta con 118 habitantes (Indec, 2010), lo que representa un incremento del 13,4% frente a los 104 habitantes (Indec, 2001) del censo anterior.
| Gráfica de evolución demográfica de Segunda Usina entre 1991 y 2010 |
|                                                                     |
| Fuente: Censos nacionales del INDEC                                 |

### Sismicidad
La sismicidad de la región de Córdoba es frecuente y de intensidad baja, y un silencio sísmico de terremotos medios a graves cada 30 años en áreas aleatorias. Sus últimas expresiones se produjeron:
- 22 de septiembre de 1908 (116 años), a las 17.00 UTC-3, con 6,5 Richter, escala de Mercalli VII; ubicación 30°30′0″S 64°30′0″O / -30.50000, -64.50000; profundidad: 100 km; produjo daños en Deán Funes, Cruz del Eje y Soto, provincia de Córdoba, y en el sur de las provincias de Santiago del Estero, La Rioja y Catamarca[3]

- 16 de enero de 1947 (78 años), a las 2.37 UTC-3, con una magnitud aproximadamente de 5,5 en la escala de Richter (terremoto de Córdoba de 1947)[2]

- 28 de marzo de 1955 (70 años), a las 6.20 UTC-3 con 6,9 Richter: además de la gravedad física del fenómeno se unió el desconocimiento absoluto de la población a estos eventos recurrentes (terremoto de Villa Giardino de 1955)

- 7 de septiembre de 2004 (20 años), a las 8.53 UTC-3 con 4,1 Richter

- 25 de diciembre de 2009 (15 años), a las 21.42 UTC-3 con 4,0 Richter

## Escuelas de Educación
- Jardín Infantes Rita Z.de Salgado
- Escuela Primaria Rita Z.de Salgado

## Presidentes Comunales
- Federico Storello (1993-1997)
- Edmundo Molina (1997-2007)
- Juana Uria (2007-2011)
- Ceferino López (2011-2023)
- Roxana Rojo (2023-2027)

## Barrios
- B°Villa Cantamé
- B°Centro
- B°Mirador del Lago
- B°Sierra Mia